# Bitva u Chlumce (1126)
Bitva u Chlumce mezi českým knížetem Soběslavem I. a německým králem Lotharem III. proběhla 18. února 1126 blízko Chlumce u Ústí nad Labem.
Bitva byla vyvrcholením bojů o české knížectví mezi Soběslavem a Otou II. Olomouckým, v té době nejstarším Přemyslovcem. Předchozí kníže Vladislav I. nakonec uznal za svého nástupce Soběslava, to ale bylo v rozporu s principem seniorátu. Ota se tedy obrátil o pomoc k německému panovníkovi. Oba si zřejmě slibovali snadné vítězství.

## Průběh bitvy
Zima na přelomu let 1125 a 1126 byla tvrdší než obvykle, Lothar III. ovšem tento fakt podcenil. Neshromáždil ani brannou moc z celé říše, v jeho armádě byli jen bojovníci z východní poloviny saského vévodství. Soběslav I. si toho musel být dobře vědom. Na zprávy o záměrech zbavit ho vlády údajně reagoval slovy: 
„Doufám v milosrdenství Boží a zásluhy svatých mučedníků Kristových, Václava a Vojtěcha, že nebude vydána naše země do rukou cizinců.“ Ke zvednutí sebevědomí svého vojska si opatřil i relikvie, údajný praporec svatého Vojtěcha a kopí svatého Václava.

16. února 1126 přišla velká obleva, což zřejmě popohnalo Lothara III. k činu.
Vojsko německé dne 18. února 1126 vkročilo do Čech skrze úžiny horní za Chlumcem. Soběslav již napřed tam dal nadělati záseky a rozděliv své lidi ve tré, rozestavil je na příhodných místech jak po dolině, tak i po návrších.

Sníh začal tát a pukaly ledy. Většina jezdců sesedla z koní a sundala si brnění, protože bylo obtížné prodírat se bořícím se sněhem.
Ota II. Olomoucký jel v čele německého vojska, protože znal nejlépe cestu, a za ním pochodovalo několik skupin. Lothar s Otou se nejspíš domnívali, že mohou Soběslava překvapit náhlým přesunem v zasněženém podhůří. České vojsko ale čekalo už u hradiště Chlumec. Lothar nevyslal zvědy a netušil, že Soběslavovo vojsko je nablízku. A tak se nepřipravené německé vojsko dostalo skoro až k tomu českému. Soběslav dal povel k útoku a jenom někteří z nepřátelského vojska se pokusili bránit. Ostatní se dali na útěk.
Ota Olomoucký se ocitl v obklíčení a Lothar III. se uchýlil na nedalekou výšinu se štítonoši.

## Spojenectví s Lotharem III.
Nakonec tedy proběhla krátká krvavá bitva, ve které Ota II. zemřel a Lothar III. i Albrecht I. Medvěd, budoucí braniborský markrabě, padli do zajetí. Soběslav je ovšem brzy propustil a nadále byli s Lotharem spojenci. Soběslav I. byl realista a věděl, že úplně porazit Lothara by znamenalo dlouhý konflikt s celou říší. Na svém spojenectví s Lotharem tedy vybudoval svou zahraniční politiku, vedenou smyslem pro dosažitelné cíle.

## Národní bitva
Vlastenecký, protiněmecký postoj zastával již Soběslavův současník a stoupenec, Kanovník vyšehradský, který vylíčil bitvu ve svém pokračování Kosmovy kroniky. Historiky bývá zmiňován národní charakter, který Soběslav dokázal vtisknout shromáždění českých velmožů sjednocených proti německému nepříteli. Vratislav Vaníček dává událost do širších souvislostí formování evropských národů a shromáždění českého vojska pod korouhví svatého Vojtěcha připevněné ke svatováclavskému kopí přirovnává ke shromáždění francouzsky mluvící šlechty pod korouhví oriflamme Ludvíkem VI. proti císaři Jindřichu V. o dva roky dříve.